# Peter Power

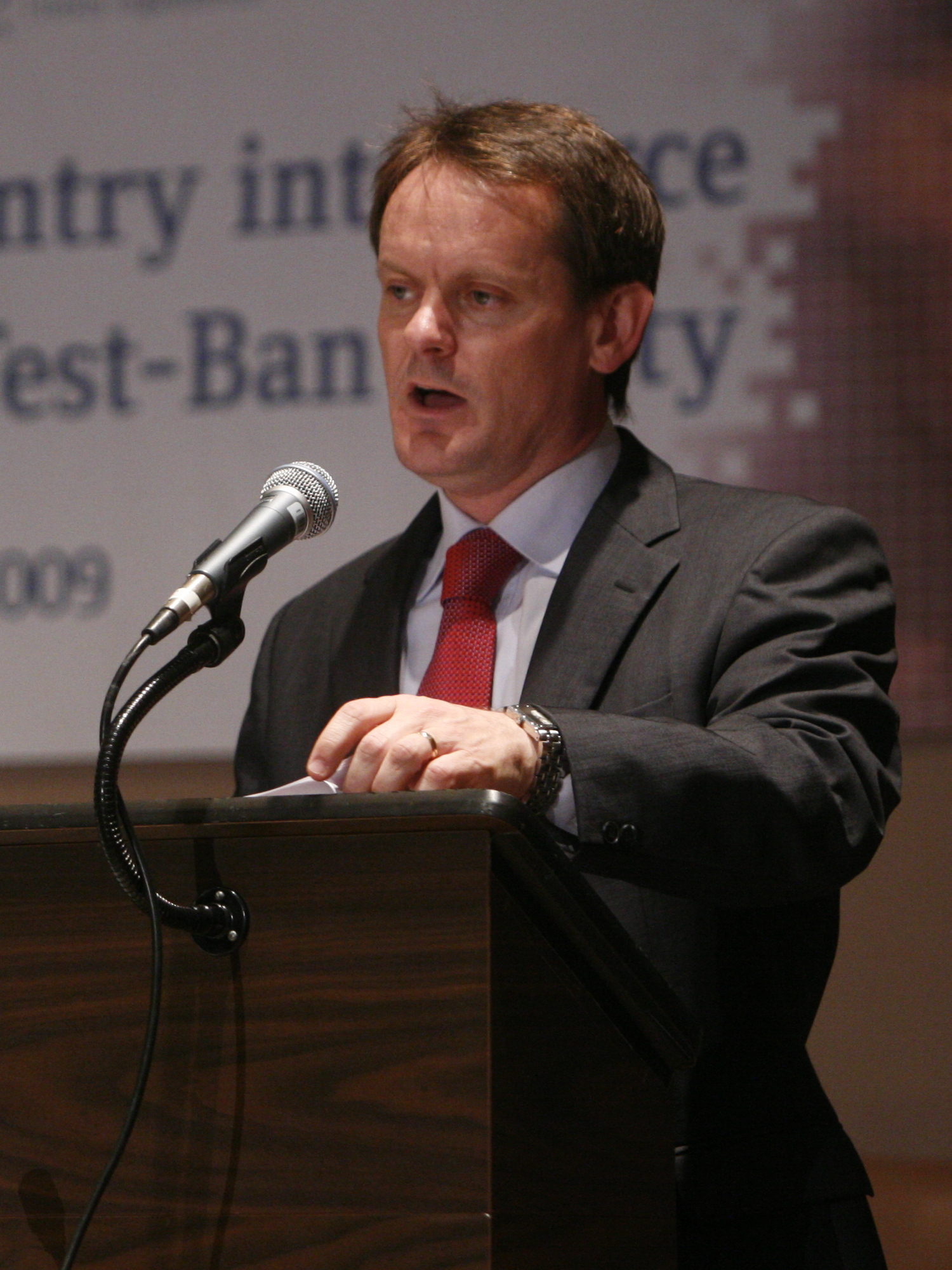
Peter Power (2009)

Peter Power (irisch Peadar de Paor; * 26. Januar 1966 in Limerick) ist ein irischer Politiker der Fianna Fáil.

## Biografie
Peter Power arbeitete nach seinem Studium am University College Cork als Rechtsanwalt (solicitor) in Limerick. 
Bereits 1997, allerdings erfolglos, versuchte er 1997, im Wahlkreis Limerick East einen Sitz im Dáil Éireann zu erlangen. 
Stattdessen wurde er 1999 in den Limerick City Council gewählt. Bei den Wahlen zum Dáil Éireann 2002 und auch bei den Wahlen 2007 wurde er dann in den Dáil Éireann gewählt. Am 13. Mai 2008 ernannte ihn Taoiseach Brian Cowen zum Staatsminister für Entwicklungshilfe  im Außenministerium ernannt.  
Bei den Wahlen 2011 trat er für den Wahlkreis Limerick City an und verlor seinen Sitz im Dáil Éireann. 
Seit 2011 ist er Geschäftsführer (Executive Director) von UNICEF Ireland.

## Leben
Power ist mit Lorraine verheiratet, mit der er vier Kinder hat.